# Microlestes aljezurensis
Microlestes aljezurensis é uma espécie de escaravelho, da família dos carabídeos, identificado no concelho de Aljezur, no Algarve, e descrita em 2012,..

## Distribuição
A espécie apenas é conhecida no sítio da Poldra, no concelho de Aljezur, na Serra de Monchique, sendo encontrado em zonas de montado e de medronhal (é do nome do concelho que deriva o nome da espécie aljezurensis).

## Descrição
O M. aljezurensis mede entre 2,7 e 3,3 mm e não tem asas funcionais; tem cor negra brilhante (ruiva nos segundo e terceiro pares de patas).